# Simone Antonini
Simone Antonini (Empoli, 12 februari 1991) is een Italiaans wielrenner die anno 2018 rijdt voor Wanty-Groupe Gobert.

## Overwinningen
2009
Eindklassement Ronde van Lunigiana
2014
1e etappe deel A Ronde van Friuli-Venezia Giulia (ploegentijdrit)
Eindklassement Ronde van Friuli-Venezia Giulia

## Resultaten in voornaamste wedstrijden
| Jaar | Gent-Wevelgem | Ronde van Vlaanderen | Parijs-Roubaix | Amstel Gold Race | Luik-Bast.‑Luik | Waalse Pijl |
| ---- | ------------- | -------------------- | -------------- | ---------------- | --------------- | ----------- |
| 2015 | opgave        | opgave               | 115e           |                  | opgave          | opgave      |
| 2016 | opgave        |                      |                |                  |                 |             |
| 2017 | opgave        |                      |                |                  |                 |             |
| 2018 |               |                      |                | opgave           |                 |             |

## Ploegen
- 2012 –  Utensilnord-Named (stagiair vanaf 16-9)
- 2014 –  Marchiol Emisfero
- 2015 –  Wanty-Groupe Gobert
- 2016 –  Wanty-Groupe Gobert
- 2017 –  Wanty-Groupe Gobert
- 2018 –  Wanty-Groupe Gobert

Antonini · Bonusi · Cambianica · Cecchin · Filisetti · Franzoi · Lunardon · Nibali · Ocanha · Sedaboni · Vaccher · Vendrame · Zanardini · Borisavljević (stagiair)
Antonini · Backaert · Baugnies · De Greef · De Troyer · Devriendt · Dron · Eijssen · Gasparotto · Ghyselinck · Jans · Leukemans · Marcato · Minnaard · Napolitano · Robert · Selvaggi · Seynaeve · Van Melsen · Vanlandschoot · Veuchelen · Barroso (stagiair) · Callebaut (stagiair) · Stenuit (stagiair)
Antonini · Backaert · Baugnies · Degand · Dehaes · Devriendt · Doubey · Kreder · Levarlet · Martin · McNally · Meurisse · Minnaard · Napolitano · Offredo · Pasqualon · Smith · Stenuit · Van Keirsbulck · Van Melsen · Vanspeybrouck · Veuchelen · Dhaene (stagiair) · Gibbons (stagiair) · de Laat (stagiair)
Antonini · Backaert · Baugnies · De Clercq · Degand · Devriendt · Doubey · Dupont · Eiking · Kreder · Martin · McNally · Meurisse · Minnaard · Offredo · Pasqualon · Smith · Vallée · Van Keirsbulck · Van Melsen · Vanspeybrouck